# Farida Amrani

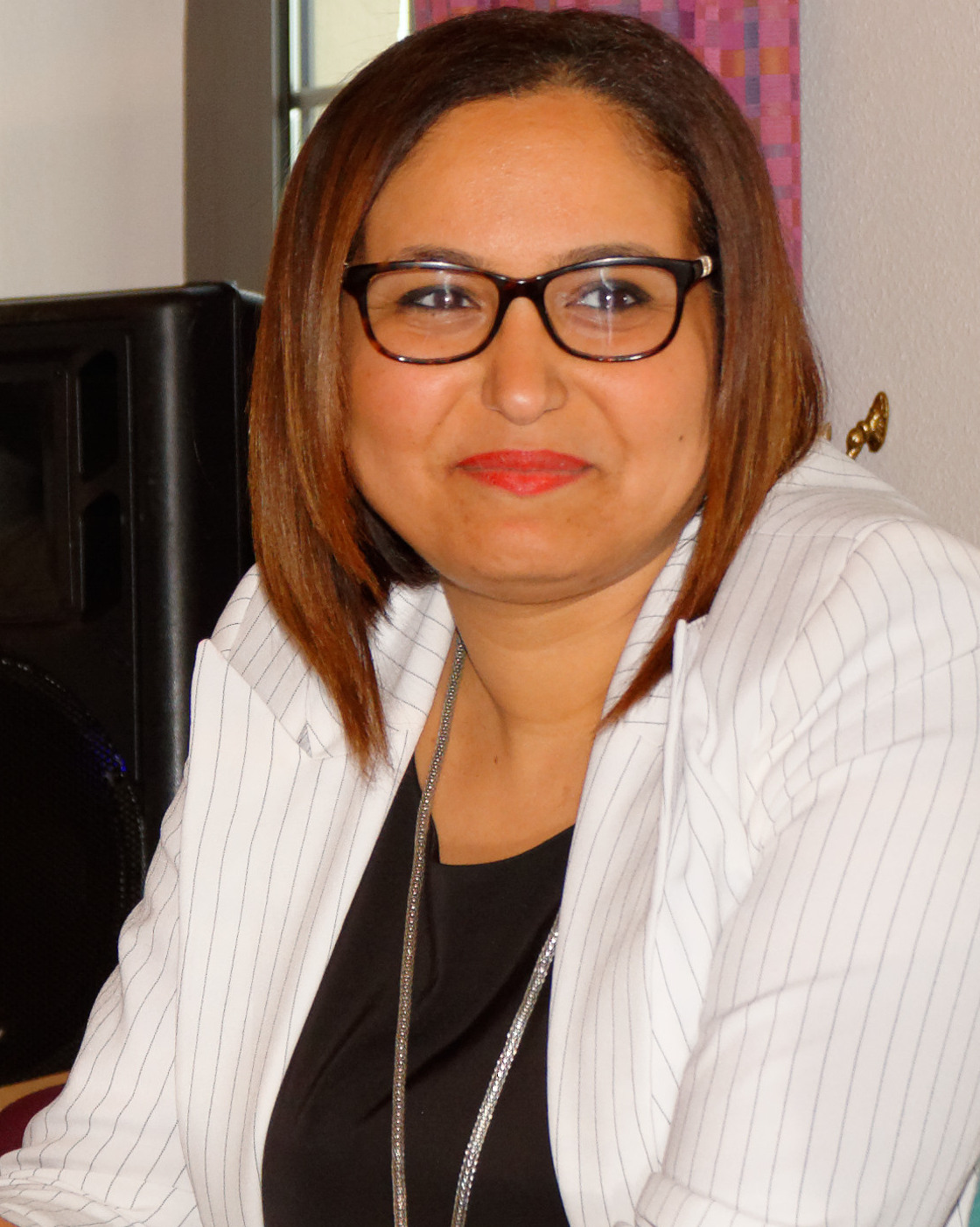
Farida Amrani

Farida Amrani (geboren am 3. September 1976 in Ajdir, Marokko) ist eine französische Gewerkschafterin und Politikerin (La France Insoumise). Seit 2022 ist sie Abgeordnete in der französischen Nationalversammlung.

## Kindheit
Die 1976 in Marokko geborene Amrani kam mit der Familie nach Frankreich, als sie 2 Jahre alt war.

## Leben und Wirken
Nachdem sie das Baccalauréat professionnel  absolviert hatte sowie ein Brevet de technicien supérieur (BTS) für Transport und Logistik, wurde sie 2003 Angestellte im Öffentlichen Dienst beim Gemeindeverband Cœur d’Essonne.
Amrani wurde Gewerkschaftsfunktionärin der Confédération générale du travail (CGT).
Bei den Kommunalwahlen 2014 kandidierte sie für die Liste der Front de gauche. Sie erhielt im zweiten Wahlgang 18,78 % der Stimmen.
Bei der Parlamentswahl 2017 forderte sie den ehemaligen Premierminister Manuel Valls im 1. Wahlkreis des Départements Essonne heraus und verlor in der zweiten Runde knapp mit 139 Stimmen. Anschließend spottete sie über die Kandidatur von Manuel Valls bei der Stadtratswahl 2019 in Barcelona und verlangte seinen Rücktritt als Parlamentsabgeordneter der französischen Nationalversammlung. Valls legte sein Mandat nieder, es kam im November 2018 zu einer Nachwahl, bei der Amrani wieder Zweite wurde. Bei der Parlamentswahl 2022 kandidierte sie erneut im 1. Wahlkreis des Départements Essonne für das linke Bündnis NUPES. Im ersten Wahlgang erzielte sie das beste Ergebnis, im zweiten Wahlgang wurde sie mit 59,8 Prozent der gültigen Stimmen gewählt.